# Riksdagsvalet i Sverige 2014
Riksdagsvalet i Sverige 2014 ägde rum söndagen den 14 september 2014, då ledamöter och ersättare av Sveriges riksdag för mandatperioden 2014–2018 valdes.
Det var första gången som riksdagsval hölls den andra söndagen i september, i stället för som tidigare på den tredje söndagen i september. Detta skedde eftersom riksdagen för mandatperioden 2010–2014 genomförde en grundlagsreform. Anledningen till denna grundlagsändring är att en ny regering från och med 2014 skulle ha ytterligare en vecka på sig innan statsbudgetpropositionen ska ha lämnats till riksdagen. Ytterligare en förändring som skedde var att personvalsspärren hade sänkts från 8 procent till 5 procent.
Det var också första gången sedan Sverige blev medlem av Europeiska unionen (EU) 1995 som val till Sveriges riksdag, kommunfullmäktige och landstingsfullmäktige hölls samma år som val till Europaparlamentet. Det hände också 1979 och 1994, men då var Sverige inte med i EU.
I riksdagsvalet 2014 var 7 330 432 personer röstberättigade. Valdeltagandet var 85,81 procent, en uppgång med 1,24 procentenheter från 2010 års val. Totalt 2 672 615 personer förtidsröstade.
Totalt 5 901 personer kandiderade, varav 7 ej var svenska medborgare och kunde därmed inte bli invalda till riksdagen.
31 partier med valsedlar ställde upp i valet i alla valkretsar. Ett parti hade dock bara valsedlar i en valkrets. 
Av de giltiga partirösterna och personrösterna var det 24,58 procent av dem som partiröstade som också personröstade i riksdagsvalet 2014.
Valresultatet 2014 ledde till en förändring i riksdagen där Alliansen fick färre mandat och röster än det rödgröna blocket Socialdemokraterna–Vänsterpartiet–Miljöpartiet. Det var den längsta perioden med en sammanhängande borgerlig regering, åtta år och två mandatperioder, sedan den allmänna rösträtten infördes i andrakammarvalet 1921.  Sverigedemokraterna blev tredje största parti och Feministiskt initiativ lyckades inte komma in i riksdagen, men gjorde sitt bästa val. Det mest framgångsrika parti som aldrig vunnit några mandat i ett riksdagsval/andrakammarval blev Feministiskt initiativ efter riksdagsvalet 2014 efter att partiet fick 3,12 procent av rösterna. Inget av blocken fick majoritet. Riksdagen valde efter valet Stefan Löfven som statsminister med Socialdemokraterna och Miljöpartiet som regeringspartier, vilka endast hade 39 procent av mandaten. Det borgerliga blocket (M, C, FP och KD), även kallat Alliansen, gjorde sitt dittills sämsta riksdagsval med 39,3 procent av rösterna. 
Sverigedemokraterna gjorde sitt dittills bästa riksdagsval med 12,86 procent av rösterna. 
Sverigedemokraterna slog nytt rekord i med att partiet har ökat 7 val i rad procentuellt i riksdagsvalet, borträknat första valet som partiet ställde upp i riksdagsvalet 1988. Sverigedemokraterna slog sitt tidigare rekord på ökning i 6 val i rad procentuellt, procentenheter eller antal röster i riksdagsvalet. 
Valet följdes av en regeringskris som var den första i Sverige sedan 1990.

## Föregående mandatperiod
Efter riksdagsvalet 2006 befann sig Moderata samlingspartiet, Folkpartiet liberalerna, Centerpartiet och Kristdemokraterna i regeringsställning genom regeringen Reinfeldt.

### Mandatfördelning valet 2010[9]
- Sveriges socialdemokratiska arbetareparti (S): 112
- Moderata samlingspartiet (M): 107
- Miljöpartiet de gröna (MP): 25
- Folkpartiet liberalerna (FP): 24
- Centerpartiet (C): 23
- Sverigedemokraterna (SD): 20
- Vänsterpartiet (V): 19
- Kristdemokraterna (KD): 19

Totalt 349 mandat i riksdagen
- Alliansen: 173
- De rödgröna: 156
- Sverigedemokraterna: 20

## Valresultat partiröster[10]
|                                                |                                                |                                                                                |           |        |        |                  |                  |
| Parti                                          | Parti                                          | Partiledare                                                                    | Röster    | Röster | Röster | Mandatfördelning | Mandatfördelning |
| Parti                                          | Parti                                          | Partiledare                                                                    | Antal     | %      | +− %   | Antal            | +−               |
|                                                | Socialdemokraterna                             | Stefan Löfven                                                                  | 1 932 711 | 31,01  | +0,35  | 113              | +1               |
|                                                | Moderata samlingspartiet                       | Fredrik Reinfeldt                                                              | 1 453 517 | 23,33  | -6,73  | 84               | -23              |
|                                                | Sverigedemokraterna                            | Jimmie Åkesson                                                                 | 801 178   | 12,86  | +7,16  | 49               | +29              |
|                                                | Miljöpartiet de gröna                          | Gustav Fridolin och Åsa Romson (språkrör)                                      | 429 275   | 6,89   | -0,45  | 25               | 0                |
|                                                | Centerpartiet                                  | Annie Lööf                                                                     | 380 937   | 6,11   | -0,44  | 22               | -1               |
|                                                | Vänsterpartiet                                 | Jonas Sjöstedt                                                                 | 356 331   | 5,72   | +0,11  | 21               | +2               |
|                                                | Folkpartiet liberalerna                        | Jan Björklund                                                                  | 337 773   | 5,42   | -1,63  | 19               | -5               |
|                                                | Kristdemokraterna                              | Göran Hägglund                                                                 | 284 806   | 4,57   | -1,03  | 16               | -3               |
|                                                |                                                |                                                                                |           |        |        |                  |                  |
|                                                | Feministiskt initiativ                         | Gudrun Schyman, Stina Svensson och Sissela Nordling Blanco (talespersoner)     | 194 719   | 3,12   | +2,72  | 0                | 0                |
|                                                | Piratpartiet                                   | Anna Troberg                                                                   | 26 515    | 0,43   | -0,22  | 0                | 0                |
|                                                | Enhet                                          | Krister Segergren, Agneta Oreheim, Martin Larsson och Annika Wesche (språkrör) | 6 277     | 0,1    | +0,09  | 0                | 0                |
|                                                | Svenskarnas parti                              | Stefan Jacobsson                                                               | 4 189     | 0,07   | +0,06  | 0                | 0                |
|                                                | Djurens parti                                  | Elin Pöllänen och Jonas Paulsson                                               | 4 093     | 0,07   | —      | 0                | 0                |
|                                                | Kristna Värdepartiet                           | Per Kronlid                                                                    | 3 553     | 0,06   | —      | 0                | 0                |
|                                                | Landsbygdspartiet oberoende                    | Claes Littorin                                                                 | 3 450     | 0,06   | +0,03  | 0                | 0                |
|                                                | SPI Välfärden                                  | Göran Dandelo                                                                  | 3 369     | 0,05   | -0,13  | 0                | 0                |
|                                                | Direktdemokraterna                             | Partiledarpost saknas                                                          | 1 417     | 0,02   | —      | 0                | 0                |
|                                                | Klassiskt liberala partiet                     | Emil Tisell                                                                    | 1 210     | 0,02   | +0,01  | 0                | 0                |
|                                                | Vägvalet                                       | Theo Papaioannou                                                               | 1 037     | 0,02   | —      | 0                | 0                |
|                                                | Rättvisepartiet Socialisterna                  | Per-Åke Westerlund                                                             | 791       | 0,01   | -0,01  | 0                | 0                |
|                                                | Sveriges kommunistiska parti                   | Victor Diaz de Filippi                                                         | 558       | 0,01   | 0      | 0                | 0                |
|                                                | Framstegspartiet                               | Allan Jönsson                                                                  | 196       | < 0,01 | —      | 0                | 0                |
|                                                | Europeiska arbetarpartiet                      | Hussein Askary                                                                 | 140       | < 0,01 | 0      | 0                | 0                |
|                                                | Hälsopartiet                                   | Nicklas Kristensson                                                            | 131       | < 0,01 | —      | 0                | 0                |
|                                                | Fredsdemokraterna                              | Reza Aghapoor                                                                  | 56        | < 0,01 | —      | 0                | 0                |
|                                                | Gula partiet                                   | Stefan Bader                                                                   | 35        | < 0,01 | —      | 0                | 0                |
|                                                | Nya partiet                                    | Ingen vald innan riksdagsvalet                                                 | 32        | < 0,01 | —      | 0                | 0                |
|                                                | Frihetliga rättvisepartiet                     | Bernt Bäckström                                                                | 32        | < 0,01 | 0      | 0                | 0                |
|                                                | Skånepartiet                                   | Carl P. Herslow                                                                | 28        | < 0,01 | 0      | 0                | 0                |
|                                                | De nya svenskarna                              | (uppgift saknas)                                                               | 18        | < 0,01 | —      | 0                | 0                |
|                                                | Reformist Neutral Partiet                      | Zahra Heidari                                                                  | 11        | < 0,01 | —      | 0                | 0                |
|                                                | Republikanerna                                 | (uppgift saknas)                                                               | 9         | < 0,01 | 0      | 0                | 0                |
|                                                | Djurägarpartiet                                | Barbro Bruhn                                                                   | 3         | < 0,01 | —      | 0                | 0                |
|                                                | Humandemokraterna                              | (uppgift saknas)                                                               | 2         | < 0,01 | —      | 0                | 0                |
| Röster på partier som inte beställde valsedlar | Röster på partier som inte beställde valsedlar | Röster på partier som inte beställde valsedlar                                 | 3 174     | 0,05   | —      | 0                | 0                |
| Antal giltiga röster                           | Antal giltiga röster                           | Antal giltiga röster                                                           | 6 231 573 | 100    | —      | 349              | —                |
| Blanka ogiltiga röster                         | Blanka ogiltiga röster                         | Blanka ogiltiga röster                                                         | 56 287    | 0,89   | -0,20  |                  |                  |
| Övriga ogiltiga röster                         | Övriga ogiltiga röster                         | Övriga ogiltiga röster                                                         | 2 156     | 0,03   | -0,01  |                  |                  |
| Totalt antal som röstade                       | Totalt antal som röstade                       | Totalt antal som röstade                                                       | 6 290 016 | 85,81  | +1,18  |                  |                  |
| Totalt antal röstberättigade                   | Totalt antal röstberättigade                   | Totalt antal röstberättigade                                                   | 7 330 432 |        |        |                  |                  |

### Topp 10, röster på partier som ej beställt valsedlar
Totalt 3174 röster på partier som inte beställt valsedlar.
- Partiet de fria: 749 röster
- Sverigesmultidemokrater: 388 röster
- Kalle Anka Partiet: 133 röster
- Satanistiskt initiativ: 86 röster
- Kommunistiska Partiet: 61 röster
- Blankt: 52 röster
- Liberala partiet: 49 röster
- Partiet De Fria: 33 röster
- Bajenpartiet: 32 röster
- Hälsopartiet: 29 röster
- Övriga röster på partier som inte beställt valsedlar: 1950 röster

### Resultat i riksdagsvalet per kommun[10]

Socialdemokraterna
Moderaterna
Sverigedemokraterna
Miljöpartiet
Centerpartiet
Vänsterpartiet
Folkpartiet
Kristdemokraterna
Feministiskt Initiativ
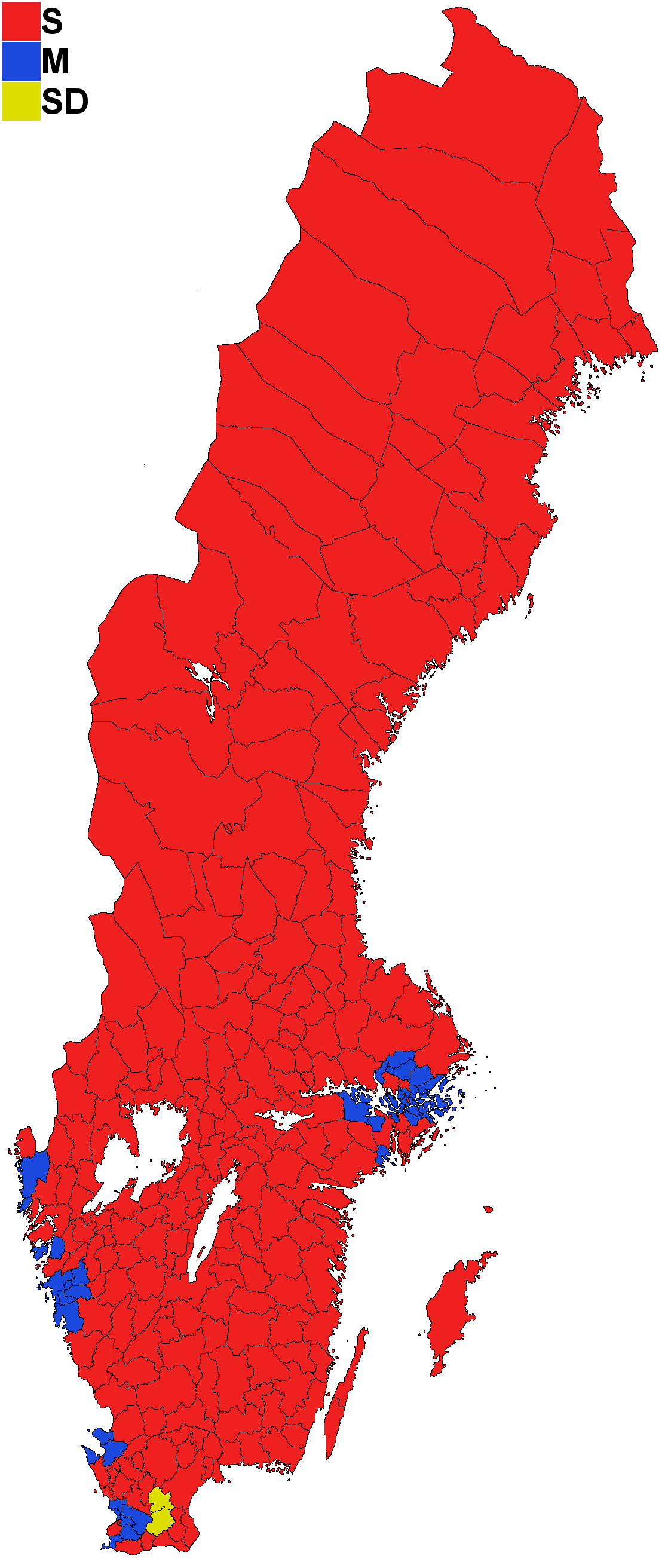
Största parti efter kommun
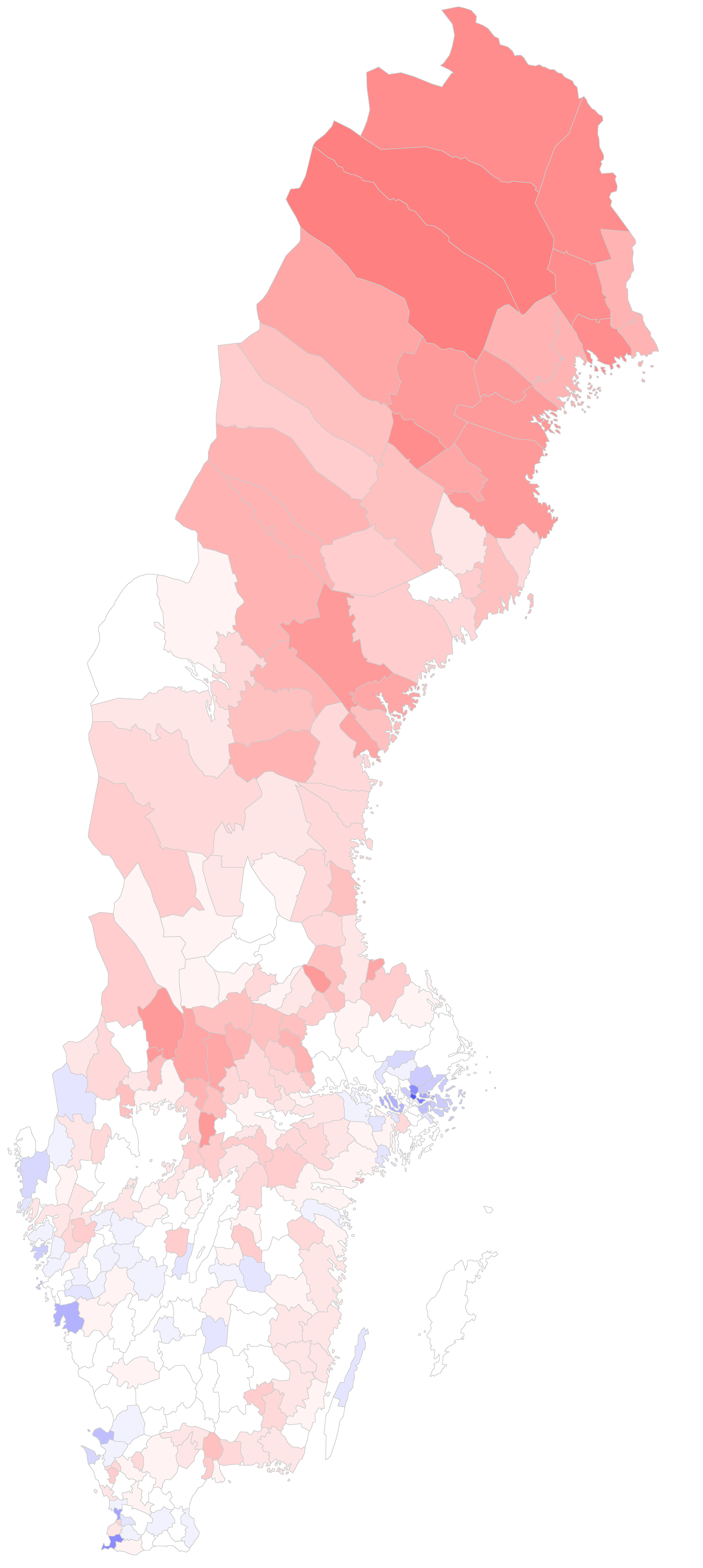
Skala, rött (S+V+MP) till blått (M+C+FP+KD)

## Valnatt
Detta resultat presenterades under valvakan 2014.
| Parti                  | Parti                             | Partiledare                                                                | Röster             | Röster | Röster | Mandatfördelning | Mandatfördelning |
| Parti                  | Parti                             | Partiledare                                                                | Antal              | %      | +− %   | Antal            | +−               |
| ---------------------- | --------------------------------- | -------------------------------------------------------------------------- | ------------------ | ------ | ------ | ---------------- | ---------------- |
|                        | Socialdemokraterna                | Stefan Löfven                                                              | 1 886 491          | 31,2   | +0,4   | 113              | +1               |
|                        | Moderata samlingspartiet          | Fredrik Reinfeldt                                                          | 1 403 623          | 23,2   | -6,7   | 84               | -23              |
|                        | Sverigedemokraterna               | Jimmie Åkesson                                                             | 781 195            | 12,9   | +7,2   | 49               | +29              |
|                        | Miljöpartiet de Gröna             | Gustav Fridolin och Åsa Romson                                             | 408 359            | 6,8    | -0,4   | 24               | -1               |
|                        | Centerpartiet                     | Annie Lööf                                                                 | 370 789            | 6,1    | −0,4   | 22               | -1               |
|                        | Vänsterpartiet                    | Jonas Sjöstedt                                                             | 344 488            | 5,7    | +0,1   | 21               | +2               |
|                        | Folkpartiet liberalerna           | Jan Björklund                                                              | 326 059            | 5,4    | −1,7   | 19               | −5               |
|                        | Kristdemokraterna                 | Göran Hägglund                                                             | 277 225            | 4,6    | −1,0   | 17               | −2               |
|                        | Feministiskt initiativ            | Gudrun Schyman, Stina Svensson och Sissela Nordling Blanco (talespersoner) | 184 246            | 3,1    | +2,7   | 0                | 0                |
|                        | Övriga partier                    | —                                                                          | 57 051             | 0,9    | —      | —                | —                |
|                        | Röd-gröna blocket (S, V, MP)      | –                                                                          | 2 639 338          | 43,7   | +0,1   | 158              | +2               |
|                        | Borgerliga blocket (M, FP, KD, C) | –                                                                          | 2 377 696          | 39,3   | -10    | 142              | -31              |
| Antal giltiga röster   | Antal giltiga röster              | Antal giltiga röster                                                       | 6 039 626          | 100,00 |        | 349              |                  |
| Ogiltiga röster blanka | Ogiltiga röster blanka            | Ogiltiga röster blanka                                                     | 53 381 (0,9%)      |        |        |                  |                  |
| Ogiltiga röster övriga | Ogiltiga röster övriga            | Ogiltiga röster övriga                                                     | 15 485 (0,3%)      |        |        |                  |                  |
| Totalt                 | Totalt                            | Totalt                                                                     | 6 108 392 (83,3 %) |        |        |                  |                  |

Antalet röstberättigade var 7 330 432 personer och antalet röstande var 6 108 392 personer vilket ger ett valdeltagande på 83,3 procent, en uppgång med 1,2 procentenheter jämfört med föregående valnattsresultat i riksdagsvalet 2010.  
Källa: Valmyndighetens valnattsresultat

## Opinionsmätningar

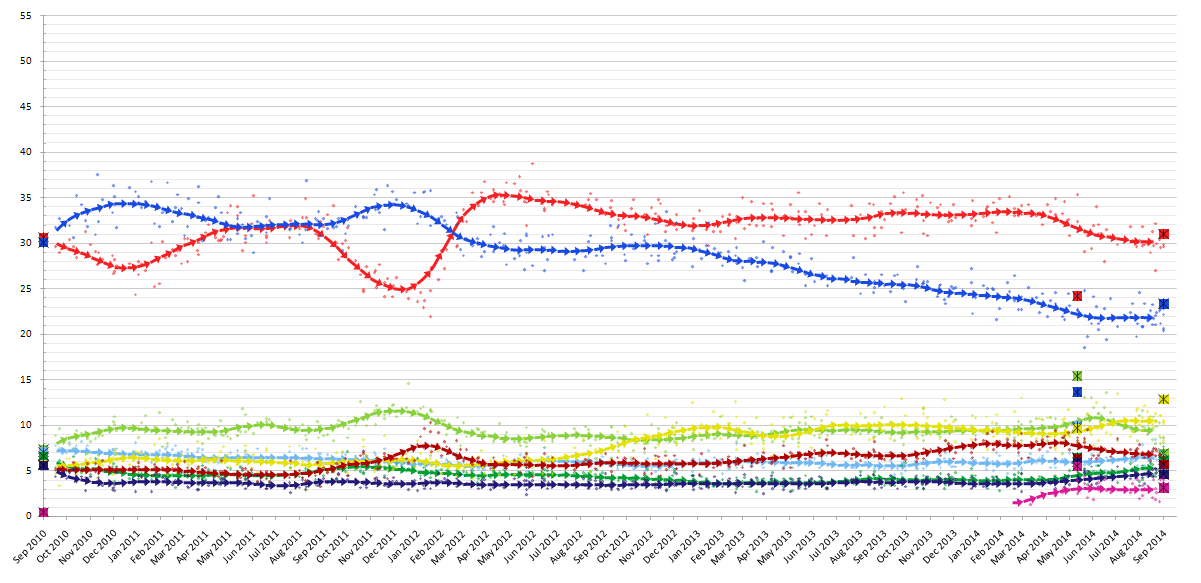
Not: Trendlinje där varje punkt är baserat på medelvärdet av opinionsundersökningar under en femtondagarsperiod, från september 2010 till september 2014. Varje färglinje motsvarar ett riksdagsparti enligt färgkodning som beskrivs ovan i denna artikel.

## Partiernas valaffischer

### Riksdagspartiernas valaffischer
| Parti               | Slagord                                             |
| ------------------- | --------------------------------------------------- |
| Socialdemokraterna  | Ett bättre Sverige. För alla.                       |
| Moderaterna         | Alla behövs                                         |
| Miljöpartiet        | Politiken måste bli varmare. Inte klimatet. (m.fl.) |
| Folkpartiet         | Feminism utan socialism. (m.fl.)                    |
| Centerpartiet       | Närodlad politik (m.fl.)                            |
| Sverigedemokraterna | Förändring på riktigt! (m.fl.)                      |
| Vänsterpartiet      | Välfärden är inte till salu. (m.fl.)                |
| Kristdemokraterna   | Värna patienterna, inte landstingen. (m.fl.)        |

### Övriga partiers valaffischer
| Parti                        | Slagord |
| ---------------------------- | --- |
| Feministiskt initiativ       | Sätt feministerna på plats (m.fl.)[källa behövs]                                                                      |
| Piratpartiet                 | Om tio år... (m.fl.)                                                                                                  |
| Enhet                        | Politik på människans och naturens villkor[källa behövs]                                                              |
| Djurens parti                | Djurens parti tar djurens parti. För en politik som inkluderar djur, människa och miljö.[källa behövs]                |
| Direktdemokraterna           | Demokrati mellan valen (m.fl.)                                                                                        |
| Klassiskt liberala partiet   | Sveriges enda liberala parti[källa behövs]                                                                            |
| Vägvalet                     | Rösta på Vägvalet i Kommun, Region, Riksdag. Rösta nej till trängselskatten och Västlänken i folkomröstningen (m.fl.) |
| Sveriges kommunistiska parti | Förbjud bemanningsföretagen- Trygga anställningar (m.fl.)                                                             |
| Framstegspartiet             | Framstegspartiet kräver 15 000 kr efter skatt till alla pensionärer (m.fl.)                                           |

## Partiledardebatter i media
Under valrörelsen hölls följande debatter i TV, webb-tv och radio med medverkan av dåvarande riksdagspartiernas partiledare:
| Titel | Moderator(er)                          | Kanal          | Datum             |
| --- | -------------------------------------- | -------------- | ----------------- |
| "Världens bästa skitskola " | Natanael Derwinger och Isabella Grybe. | SVT2 (UR)      | 27 augusti 2014   |
| Partiledardebatt med fokus på skolan. Medverkande partiledare: Stefan Löfven (S), Jan Björklund (FP), Jonas Sjöstedt (V), Gustav Fridolin (MP) och Jimmie Åkesson (SD).                       |                                        |                |                   |
| "Partiledardebatt" | Karin Magnusson och Malvina Britts.    | Aftonbladet TV | 1 september 2014  |
| Medverkande partiledare: Fredrik Reinfeldt (M), Stefan Löfven (S), Jan Björklund (FP), Annie Lööf (C), Göran Hägglund (KD), Jonas Sjöstedt (V), Gustav Fridolin (MP) och Jimmie Åkesson (SD). |                                        |                |                   |
| "Partiledardebatt 2014" | Niklas Svensson                        | Expressen TV   | 3 september 2014  |
| Medverkande partiledare: Fredrik Reinfeldt (M), Stefan Löfven (S), Jan Björklund (FP), Annie Lööf (C), Göran Hägglund (KD), Jonas Sjöstedt (V), Åsa Romson (MP) och Jimmie Åkesson (SD).      |                                        |                |                   |
| "Statsministerduellen" | Monica Saarinen och Lasse Johansson.   | SR P1          | 5 september 2014  |
| Duell mellan statsministerkandidaterna Fredrik Reinfeldt (M) och Stefan Löfven (S). |                                        |                |                   |
| "Duellen" | Karin Hübinette                        | SVT1           | 7 september 2014  |
| Duell mellan statsministerkandidaterna Fredrik Reinfeldt (M) och Stefan Löfven (S). |                                        |                |                   |
| "Partiledardebatt" | Monica Saarinen och Lasse Johansson.   | SR P1          | 10 september 2014 |
| Medverkande partiledare: Fredrik Reinfeldt (M), Stefan Löfven (S), Jan Björklund (FP), Annie Lööf (C), Göran Hägglund (KD), Jonas Sjöstedt (V), Åsa Romson (MP) och Jimmie Åkesson (SD).      |                                        |                |                   |
| "Debatten" | Jenny Strömstedt och Anders Pihlblad.  | TV4            | 11 september 2014 |
| Medverkande partiledare: Fredrik Reinfeldt (M), Stefan Löfven (S), Jan Björklund (FP), Annie Lööf (C), Göran Hägglund (KD), Jonas Sjöstedt (V), Åsa Romson (MP) och Jimmie Åkesson (SD).      |                                        |                |                   |
| "Slutdebatten" | Mats Knutson och Anna Hedenmo.         | SVT1           | 12 september 2014 |
| Medverkande partiledare: Fredrik Reinfeldt (M), Stefan Löfven (S), Jan Björklund (FP), Annie Lööf (C), Göran Hägglund (KD), Jonas Sjöstedt (V), Gustav Fridolin (MP) och Jimmie Åkesson (SD). |                                        |                |                   |
| "Din nästa statsminister" | Jenny Strömstedt                       | TV4            | 13 september 2014 |
| Duell mellan statsministerkandidaterna Fredrik Reinfeldt (M) och Stefan Löfven (S). |                                        |                |                   |

## Vallokalsundersökningar

### SVT:s och TV4:s vallokalsundersökningar i riksdagsvalet 2014
När vallokalerna stängdes klockan 20:00 på kvällen den 14 september 2014, visade SVT (Valu) och TV4 sina vallokalsundersökningar. Valu bygger på enkätsvar från 12 909 väljare vid 95 vallokaler och 45 förtida röstningslokaler.
| Parti                    | SVT (Valu) | SVT (Valu)        | TV4 (Novus) | TV4 (Novus)       |
| Parti                    | Procent    | Ändring i procent | Procent     | Ändring i procent |
| ------------------------ | ---------- | ----------------- | ----------- | ----------------- |
| Socialdemokraterna       | 31,1       | +0,4              | 30,7        | 0                 |
| Moderata samlingspartiet | 22,2       | -7,9              | 22,8        | -7,3              |
| Sverigedemokraterna      | 10,5       | +4,8              | 8,3         | +2,6              |
| Miljöpartiet de gröna    | 7,1        | -0,2              | 8,1         | +0,8              |
| Centerpartiet            | 6,5        | -0,1              | 7,7         | +1,1              |
| Vänsterpartiet           | 6,6        | +1,0              | 5,2         | -0,4              |
| Folkpartiet liberalerna  | 6,0        | -1,0              | 6,8         | -0,3              |
| Kristdemokraterna        | 5,0        | -0,6              | 5,7         | +0,1              |
| Feministiskt initiativ   | 4,0        | +3,6              | 4,4         | +4,0              |
| Övriga                   | 1,0        | ?                 | 0,3         | -0,7              |
| Block                    | SVT (Valu) | SVT (Valu)        | TV4         | TV4               |
| Block                    | Procent    | Ändring i procent | Procent     | Ändring i procent |
| Alliansen (M, FP, C, KD) | 39,7       | -9,58             | 43,0        | -6,28             |
| Rödgröna (S, MP, V)      | 44,8       | +1,2              | 44,0        | +0,4              |
| Blockskillnad            | 5,1        | -                 | 1,0         | -                 |

### Viktiga frågor för valet av parti i riksdagsvalet, Valu
Oviktad Valu resultat.
’Fråga: Vilken betydelse har följande frågor för Ditt val av parti i riksdagvalet idag?’
| Placering | Fråga                                 | Procent mycket stor betydelse | Förändring 2010 - 2014 |
| --------- | ------------------------------------- | ----------------------------- | ---------------------- |
| 1         | Skola och utbildning                  | 60                            | +6                     |
| 2         | Sjukvården                            | 54                            | +5                     |
| 3         | Svenska ekonomin                      | 52                            | -1                     |
| 4         | Sociala välfärden                     | 51                            | +5                     |
| 5         | Sysselsättning                        | 50                            | -3                     |
| 6         | Äldreomsorgen                         | 47                            | +7                     |
| 7         | Jämställdheten mellan kvinnor och män | 40                            | +3                     |
| 8         | Pensionerna                           | 38                            | +5                     |
| 9         | Din egen ekonomi                      | 37                            | -4                     |
| 10        | Miljön                                | 36                            | +2                     |
| 11        | Frågan om vinster i välfärden         | 35                            | Ny fråga/Ny på listan  |
| 12        | Skatterna                             | 34                            | 0                      |
| 13        | Bostadsfrågan                         | 33                            | Ny fråga/Ny på listan  |
| 14        | Flyktingar/invandring                 | 33                            | +7                     |
| 15        | Lag och ordning                       | 32                            | 0                      |
| 16        | Energi och kärnkraft                  | 29                            | -1                     |
| 17        | Företagens villkor                    | 28                            | -2                     |
| 18        | EU                                    | 19                            | +3                     |
| 19        | Försvarsfrågan                        | 19                            | Ny fråga/Ny på listan  |

Kommentar: Valu-frågan också innehöll svarsalternativen ”ganska stor betydelse”, ”varken stor eller liten betydelse”, ”ganska liten betydelse” och ”mycket liten betydelse.

## Statistik

### Röstberättigade till Riksdagsvalet 2014[30]
| Ålder |           |         |        |
| Ålder | Antal     | Procent | +− %   |
| ----- | --------- | ------- | ------ |
| 18–29 | 1 417 156 | 19,3 %  | +0,3%  |
| 30–49 | 2 336 399 | 31,9 %  | -1,1 % |
| 50–64 | 1 700 198 | 23,2 %  | -0,9 % |
| 65–   | 1 876 679 | 25,6 %  | +1,7 % |

| Kön     |           |         |        |
| Kön     | Antal     | Procent | +− %   |
| ------- | --------- | ------- | ------ |
| Män     | 3 615 263 | 49,3 %  | +0,1%  |
| Kvinnor | 3 715 169 | 50,7 %  | -0,1 % |

| Väljargrupp        |         |         |        |
| Väljargrupp        | Antal   | Procent | +− %   |
| ------------------ | ------- | ------- | ------ |
| Förstagångsväljare | 450 979 | 6,2 %   | -0,9 % |
| Utlandssvenskar    | 161 279 | 2,2 %   | +0,1 % |

| Antal röstberättigade |
| --------------------- |
| 7 330 432             |

### Kandidater till riksdagen 2014[31]
Totalt 5 901 personer kandiderade till riksdagen i riksdagsvalet 2014. Sju av dem var ej svenska medborgare och kunde därmed inte bli invalda till riksdagen. 
| Parti                                               | Kandiderar till riksdagen | Ålder       | Ålder       | Ålder       | Ålder     | Kandidater som har rösträtt för första gången | Kön       | Kön           | Kan inte bli invald        | Utlandssvenskar             |
| Parti                                               | Antal kandidater          | Andel 18-29 | Andel 30-49 | Andel 50-64 | Andel 65- | Andel Förstagångsväljare                      | Andel Män | Andel Kvinnor | Andel Ej svensk medborgare | Andel Folkbokförd utomlands |
| --------------------------------------------------- | ------------------------- | ----------- | ----------- | ----------- | --------- | --------------------------------------------- | --------- | ------------- | -------------------------- | --------------------------- |
| Centerpartiet                                       | 820                       | 12,6 %      | 42,4 %      | 36,3 %      | 8,7 %     | 4,1 %                                         | 55,9 %    | 44,1 %        | 0,4 %                      | 0 %                         |
| Moderaterna                                         | 793                       | 13,6 %      | 43,6 %      | 30,9 %      | 11,9 %    | 3,3 %                                         | 57,9 %    | 42,1 %        | 0,1 %                      | 0,1 %                       |
| Socialdemokraterna                                  | 789                       | 17,7 %      | 50,2 %      | 28,1 %      | 3,9 %     | 2,9 %                                         | 50,3 %    | 49,7 %        | 0 %                        | 0 %                         |
| Folkpartiet liberalerna                             | 779                       | 10,4 %      | 38,3 %      | 28,5 %      | 22,8 %    | 4,0 %                                         | 56,4 %    | 43,6 %        | 0 %                        | 0,1 %                       |
| Vänsterpartiet                                      | 709                       | 11,6 %      | 40,2 %      | 35,7 %      | 12,6 %    | 1,4 %                                         | 46,7 %    | 53,3 %        | 0 %                        | 0 %                         |
| Kristdemokraterna                                   | 694                       | 10,1 %      | 30,8 %      | 38,0 %      | 21,0 %    | 1,9 %                                         | 57,1 %    | 42,9 %        | 0 %                        | 0 %                         |
| Miljöpartiet de gröna                               | 676                       | 12,6 %      | 45,4 %      | 31,8 %      | 10,2 %    | 1,8 %                                         | 49,3 %    | 50,7 %        | 0 %                        | 0 %                         |
| Sverigedemokraterna                                 | 86                        | 15,1 %      | 57,0 %      | 19,8 %      | 8,1 %     | 1,2 %                                         | 69,8 %    | 30,2 %        | 0 %                        | 0 %                         |
| SPI Välfärden                                       | 51                        | 0 %         | 3,9 %       | 17,6 %      | 78,4 %    | 0 %                                           | 76,5 %    | 23,5 %        | 0 %                        | 0 %                         |
| Kristna Värdepartiet                                | 50                        | 8,0 %       | 46,0 %      | 24,0 %      | 22,0 %    | 2,0 %                                         | 60,0 %    | 40,0 %        | 0 %                        | 0 %                         |
| Svenskarnas parti                                   | 49                        | 42,9 %      | 40,8 %      | 8,2 %       | 8,2 %     | 2,0 %                                         | 89,8 %    | 11,1 %        | 0 %                        | 2 %                         |
| Piratpartiet                                        | 48                        | 45,8 %      | 41,7 %      | 12,5 %      | 0 %       | 4,2 %                                         | 81,2 %    | 18,8 %        | 0 %                        | 0 %                         |
| Feministiskt initiativ                              | 47                        | 31,9 %      | 55,3 %      | 4,3 %       | 8,5 %     | 4,3 %                                         | 14,9 %    | 85,1 %        | 0 %                        | 0 %                         |
| Landsbygdspartiet Oberoende                         | 37                        | 2,7 %       | 32,4 %      | 45,9 %      | 18,9 %    | 2,7 %                                         | 67,6 %    | 32,4 %        | 0 %                        | 0 %                         |
| Direktdemokraterna                                  | 36                        | 19,4 %      | 58,3 %      | 13,9 %      | 8,3 %     | 5,6 %                                         | 66,7 %    | 33,3 %        | 0%                         | 0%                          |
| Enhet                                               | 31                        | 6,5 %       | 35,5 %      | 41,9 %      | 16,1 %    | 0 %                                           | 61,3 %    | 38,7 %        | 0 %                        | 0 %                         |
| Sveriges Kommunistiska Parti (SKP)                  | 30                        | 16,7 %      | 20,0 %      | 33,3 %      | 30,0 %    | 0 %                                           | 76,7 %    | 23,3 %        | 6,7 %                      | 0 %                         |
| Rättvisepartiet Socialisterna                       | 27                        | 40,7 %      | 40,7 %      | 11,1 %      | 7,4 %     | 3,7 %                                         | 51,9 %    | 48,1 %        | 0 %                        | 0 %                         |
| Framstegspartiet                                    | 26                        | 0 %         | 11,5 %      | 57,7 %      | 30,8 %    | 0 %                                           | 73,1 %    | 26,9 %        | 0 %                        | 0 %                         |
| Djurens parti                                       | 22                        | 13,6 %      | 68,2 %      | 18,2 %      | 0 %       | 4,5 %                                         | 50,0 %    | 50,0 %        | 0 %                        | 0 %                         |
| Klassiskt liberala partiet                          | 17                        | 47,1 %      | 52,9 %      | 0 %         | 0 %       | 5,9 %                                         | 94,1 %    | 5,9 %         | 0 %                        | 0 %                         |
| Fredsdemokraterna                                   | 17                        | 5,9 %       | 52,9 %      | 41,2 %      | 0 %       | 0 %                                           | 47,1 %    | 52,9 %        | 5,9 %                      | 0 %                         |
| Europeiska Arbetarpartiet-EAP                       | 15                        | 6,7 %       | 40,0 %      | 26,7 %      | 26,7 %    | 0 %                                           | 73,3 %    | 26,7 %        | 0 %                        | 6,7 %                       |
| Skånepartiet                                        | 11                        | 0 %         | 9,1 %       | 9,1 %       | 81,8 %    | 0 %                                           | 63,6 %    | 36,4 %        | 0 %                        | 0 %                         |
| Vägvalet                                            | 10                        | 10,0 %      | 20,0 %      | 50,0 %      | 20,0 %    | 0 %                                           | 60,0 %    | 40,0 %        | 0 %                        | 0 %                         |
| Gula Partiet                                        | 8                         | 0 %         | 0 %         | 75,0 %      | 25,0 %    | 0 %                                           | 62,5 %    | 37,5 %        | 0 %                        | 0 %                         |
| Hälsopartiet                                        | 7                         | 0 %         | 0 %         | 71,4 %      | 28,6 %    | 0 %                                           | 42,9 %    | 57,1 %        | 0 %                        | 0 %                         |
| Nya Partiet                                         | 6                         | 16,7 %      | 83,3 %      | 0 %         | 0 %       | 0 %                                           | 66,7 %    | 33,3 %        | 0 %                        | 0 %                         |
| Djurägarpartiet                                     | 3                         | 0 %         | 66,7 %      | 33,3 %      | 0 %       | 0 %                                           | 33,3 %    | 66,7 %        | 0 %                        | 0 %                         |
| Reformist Neutral Partiet                           | 2                         | 0 %         | 0 %         | 100,0 %     | 0 %       | 0 %                                           | 0 %       | 100,0 %       | 0 %                        | 0 %                         |
| De Nya Svenskarna D.P.N.S                           | 2                         | 0 %         | 50,0 %      | 50,0 %      | 0 %       | 0 %                                           | 100,0 %   | 0 %           | 0 %                        | 0 %                         |
| Sverige ut ur EU / Frihetliga Rättvisepartiet (FRP) | 1                         | 0 %         | 100,0 %     | 0 %         | 0 %       | 0 %                                           | 100,0 %   | 0 %           | 0 %                        | 0 %                         |
| Republikanerna                                      | 1                         | 0 %         | 0 %         | 100,0 %     | 0 %       | 0 %                                           | 100,0 %   | 0 %           | 0 %                        | 0 %                         |
| Högerpartiet de konservativa                        | 1                         | 0 %         | 100,0 %     | 0 %         | 0 %       | 0 %                                           | 100,0 %   | 0 %           | 0 %                        | 0 %                         |
| Alla kandidater                                     | 5 901                     | 13,3 %      | 41,5 %      | 31,7 %      | 13,5 %    | 2,7 %                                         | 54,8 %    | 45,2 %        | 0,1 %                      | 0,1 %                       |

### Statistik för valda riksdagsledamöter mandatperioden 2014-2018
Ålder på valdagen. 
Källa: Valmyndigheten.
| Parti                   |                 |                |                |                |              |               |           |                            |                                |
| Parti                   | Antal ledamöter | Andel 18–29 år | Andel 30–49 år | Andel 50–64 år | Andel 65– år | Andel kvinnor | Andel män | Andel första- gångsväljare | Andel folkbok- förda utomlands |
| ----------------------- | --------------- | -------------- | -------------- | -------------- | ------------ | ------------- | --------- | -------------------------- | ------------------------------ |
| Socialdemokraterna      | 113             | 6,2 %          | 48,7 %         | 43,4 %         | 1,8 %        | 46,9 %        | 53,1 %    | 0 %                        | 0 %                            |
| Moderaterna             | 84              | 9,5 %          | 46,4 %         | 41,7 %         | 2,4 %        | 52,4 %        | 47,6 %    | 0 %                        | 0 %                            |
| Sverigedemokraterna     | 49              | 20,4 %         | 63,3 %         | 10,2 %         | 6,1 %        | 22,4 %        | 77,6 %    | 2,0 %                      | 0 %                            |
| Miljöpartiet de gröna   | 25              | 16,0 %         | 44,0 %         | 40,0 %         | 0 %          | 48,0 %        | 52,0 %    | 0 %                        | 0 %                            |
| Centerpartiet           | 22              | 9,1 %          | 45,5 %         | 40,9 %         | 4,5 %        | 40,9 %        | 59,1 %    | 0 %                        | 0 %                            |
| Vänsterpartiet          | 21              | 14,3 %         | 57,1 %         | 28,6 %         | 0 %          | 57,1 %        | 42,9 %    | 0 %                        | 0 %                            |
| Folkpartiet liberalerna | 19              | 10,5 %         | 57,9 %         | 26,3 %         | 5,3 %        | 26,3 %        | 73,7 %    | 0 %                        | 0 %                            |
| Kristdemokraterna       | 16              | 12,5 %         | 37,5 %         | 50,0 %         | 0 %          | 37,5 %        | 62,5 %    | 0 %                        | 0 %                            |
| Övriga partier          | 0               | —              | —              | —              | —            | —             | —         | —                          | —                              |
| Hela riksdagen          | 349             | 10,9 %         | 50,1 %         | 36,4 %         | 2,6 %        | 43,6 %        | 56,4 %    | 0,3 %                      | 0 %                            |

## Skolval
Källa: mucf.se
Under perioden 1 september till 12 september  arrangerades Skolval inför riksdagsvalet. Totalt röstade 361 024 elever på 1 629 grund- och gymnasieskolor.
| Parti                  | Antal röster 2014 | Andel röster 2014 (%) | Andel röster 2010 (%) | Ändring 2010 till 2014 (%-enheter) |
| ---------------------- | ----------------- | --------------------- | --------------------- | ---------------------------------- |
| Socialdemokraterna     | 84 141            | 25,10                 | 22,45                 | +2,65                              |
| Moderaterna            | 71 302            | 21,27                 | 21,93                 | -0,66                              |
| Miljöpartiet           | 48 873            | 14,58                 | 13,34                 | +1,24                              |
| Sverigedemokraterna    | 40 763            | 12,16                 | 13,0                  | -0,84                              |
| Centerpartiet          | 24 176            | 7,21                  | 5,97                  | +1,24                              |
| Folkpartiet            | 20 651            | 6,16                  | 7,92                  | -1,76                              |
| Vänsterpartiet         | 17 530            | 5,23                  | 6,57                  | -1,34                              |
| Feministiskt initiativ | 9 545             | 2,85                  | 0,37                  | +2,48                              |
| Kristdemokraterna      | 8 164             | 2,44                  | 2,85                  | -0,41                              |
| Piratpartiet           | 6 639             | 1,98                  | 4,54                  | -2,56                              |
| Övriga partier         | 3 408             | 1,02                  | 1,06                  | -0,04                              |

|                         | Antal   | Andel (%) | Ändring 2010 till 2014 |
| ----------------------- | ------- | --------- | ---------------------- |
| Valdeltagande           | 361 024 | 77,5      | +1,3                   |
| Antal deltagande skolor | 1 629   |           | +246                   |
| Summa giltiga röster    | 335 192 | 92,84     | +0,85                  |
| Ogiltiga röster blanka  | 16 284  | 4,51      | -0,64                  |
| Ogiltiga röster övriga  | 9 548   | 2,65      | -0,21                  |
| Röstberättigade elever  | 465 960 |           | +26 286                |

## Meddelande om nytt riksdagsval 2015
Statsminister Stefan Löfven meddelade den 3 december 2014 på en presskonferens, efter den parlamentariska situation som uppstått efter att regeringens budgetproposition inte fått stöd i Sveriges riksdag, sin avsikt att den 29 december utlysa nytt riksdagsval till söndagen den 22 mars. Den 27 december 2014 meddelade regeringen och oppositionspartierna i Alliansen att planerna avskrivits.